# Castillo de La Palma
El castillo de La Palma (en gallego castelo da Palma) es una construcción defensiva situada en el municipio de Mugardos, en la comarca de Ferrol,  provincia de La Coruña (España). Formaba parte del sistema defensivo de la ría de Ferrol establecido en el siglo XVI. Es Bien de Interés Cultural desde 1994.

## Descripción
La actual fortificación, de planta poligonal irregular, remonta su origen a 1597, entonces 
la planta formaba un cuadrilátero irregular con dos frentes abaluartados, cuyo objeto era distribuir el fuego de sus baterías hacia diferentes puntos de la ría. Emplazado en una ensenada en la entrada  más estrecha de la ría de Ferrol, enfrente del castillo de San Felipe, el edificio actual se levantó en diferentes fases a lo largo de los siglos XIX y XX, después de demoler la estructura original.
Muy cerca, en Mugardos,  se encontraba el castillo de San Martín, del que apenas se pueden apreciar hoy unas ruinas. Entre el castillo de San Martín y el castillo de San Felipe se tendía una gruesa cadena en el mar que impedía la entrada de los navíos enemigos a la ría de Ferrol.
Su última función fue como cárcel militar, donde estuvo encarcelado, entre otros, el exteniente coronel de la Guardia Civil Antonio Tejero, condenado por el intento de golpe de Estado en España de 1981.
En 2002 un grupo hotelero inició las gestiones para adquirir el castillo al Estado español, sin que hasta el momento se haya realizado el proyecto. Actualmente, la Oficina de Turismo de Mugardos organiza visitas guiadas a la construcción.